# Jean-Claude Carrière
Jean-Claude Carrière (Colombières-sur-Orb, 19 september 1931 – Parijs, 8 februari 2021) was een Frans acteur, scenarioschrijver en filmregisseur. 
Carrière maakte naam met zijn scenario's voor Le Charme discret de la bourgeoisie (1972), The Unbearable Lightness of Being (1988) en Cyrano de Bergerac (1990). Daarnaast was hij op talrijke andere creatieve gebieden actief. 

## Scenarioschrijver
Zijn talrijke scenario's schreef hij vaak samen met de regisseurs, zoals Luis Buñuel, Jacques Tati en Pierre Étaix. Met Étaix won Carrière in 1963 de Oscar in de categorie 'Best Live Action Short' voor Heureux Anniversaire. Met Buñuel maakte hij zes films. 
Jean-Claude Carrière was onder andere betrokken bij de films La Piscine (1969) en Borsalino (1970) van Jacques Deray voor wie hij zes scenario's schreef. Hij werkte samen met Louis Malle voor Viva Maria! (1965), Le Voleur (1967) en Milou en mai (1990). Ook met Miloš Forman werkte hij drie keer samen (Taking Off (1971), Valmont (1989) en Goya's Ghosts (2006)), net zoals met Volker Schlöndorff (Die Blechtrommel (1979), Un amour de Swann (1984) en Der Unhold (1996)). In 1988 bewerkte hij Milan Kundera’s roman De ondraaglijke lichtheid van het bestaan tot scenario voor regisseur Philip Kaufman. Hij stond regisseur Michael Haneke bij bij het schrijven van het scenario voor  Das weiße Band (2009).

## Samenwerking met toneelregisseur Peter Brook
Jean-Claude Carrière werkt in het theater al tientallen jaren samen met regisseur Peter Brook. Gezamenlijk bewerkten ze het mystieke gedicht van de Perzische dichter Farid ad-Din Attar, De samenspraak van de vogels (1177), tot een theatervoorstelling in 1979. Ook werkte Carrière jarenlang mee aan Brooks theaterproductie The Mahabharata, een bewerking van het aloude vedische epos Mahabharata.

## Andere werken
Naast scenario's schreef carrière ook romans, toneelstukken, gedichten, essays, vertalingen, een autobiografie... Carrière debuteerde in 1957 als romanschrijver met Lézard. In 2012 verscheen zijn laatste roman, Désordre.

## Privéleven
Carrière was twee keer gehuwd. Eerst was hij getrouwd met de schilderes Augusta Bouy (echte naam Nicole Janin) met wie hij een dochter had: Iris (1962). Ten slotte hertrouwde hij met de Iraanse schrijfster Nahal Tajadod met wie hij een dochter had: Kiara (2003).  
Begin 2021 overleed hij thuis in Parijs op 89-jarige leeftijd.